# Stichting Fryske Kultuerried
De Fryske Kultuerried werd op 6 oktober 1945 opgericht als het eerste gewestelijke culturele orgaan van Nederland. De plannen voor de raad waren al gesmeed tijdens de laatste jaren van de Tweede Wereldoorlog. Een cultuurrapport uit 1943 pleitte voor de oprichting van een Friese cultuurraad met commissies voor muziek, literatuur, beeldende kunst, toneel en film. De raad had als doel de Friese autonomie te versterken en tegelijkertijd de Friese cultuur in samenhang te brengen met de Nederlandse cultuur.
De Fryske Kultuerried was van groot belang voor de naoorlogse ontwikkeling van de Friese cultuur. De organisatie stimuleerde kunst- en cultuurproductie en bevorderde samenwerking tussen kunstenaars en instellingen. Dit paste binnen de bredere emancipatie van regionale culturen in Nederland na de oorlog, waarin kritiek werd geuit op de uitwassen van de moderniteit en het verlies van culturele waarden in stedelijke gebieden.
In 1990 hield de Fryske Kultuerried op te bestaan door een provinciale reorganisatie. Haar taken werden grotendeels overgenomen door het Frysk Keunstynstitút, dat in 1993 met Stichting Kunstzinnige Vorming Friesland opging in Keunstwurk, de provinciale organisatie voor kunst en cultuur in Friesland.
De archieven zijn nu opgeslagen bij historisch centrum Tresoar